# Człon różniczkujący z inercją
W automatyce człon różniczkujący z inercją (rzeczywisty) (ang. derivative real term) to człon, który jest opisany następującym równaniem różniczkowym:
{\displaystyle T{\frac {dy(t)}{dt}}+y(t)=k{\frac {du(t)}{dt}}}
Jego transmitancja dana jest wzorem:
{\displaystyle G(s)={\frac {ks}{Ts+1}}}

## Charakterystyki
impulsowa:
{\displaystyle g(t)=k\left(\delta (t)-{\frac {1}{T}}e^{-{\frac {t}{T}}}\right)}
skokowa:
{\displaystyle h(t)={\frac {k}{T}}e^{-{\frac {t}{T}}}}
sinusoidalna:
{\displaystyle y(t)=k\omega \left({\frac {-1}{1+T^{2}\omega ^{2}}}e^{-{\frac {t}{T}}}+{\frac {1}{\sqrt {1+T^{2}\omega ^{2}}}}\sin(\omega t+\phi )\right)}
amplitudowo-fazowa:
{\displaystyle G(j\omega )={\frac {kT\omega ^{2}}{1+\omega ^{2}T^{2}}}+j\left({\frac {k\omega }{1+\omega ^{2}T^{2}}}\right)}
fazowa:
{\displaystyle \phi (\omega )=\operatorname {arctg} \left({\frac {1}{\omega T}}\right)}